# Szellemi Tulajdon Nemzeti Hivatala
A Szellemi Tulajdon Nemzeti Hivatala (SZTNH; a köznyelvben gyakran, régi neve után Szabadalmi Hivatal vagy Találmányi Hivatal) a szellemi tulajdon védelméért (ezen belül az iparjogvédelemért és a szerzői jogért) felelős kormányzati főhivatal.
Elnöke 2023. május 1-jétől Farkas Szabolcs.
A hivatal angol nyelvű elnevezése: Hungarian Intellectual Property Office (HIPO).

## Székháza

### 1952 és 2015 között
Székháza 1952-től 2015-ig Budapest V. kerületében, a Garibaldi u. 2. alatt volt található.
A Dunára néző, a Kossuth téri metróállomás épületének hátához támaszkodó négyemeletes épületben eredetileg több intézmény kapott helyet (pl. a VOSZK). Az épület több mint 20 éven át a Szellemi Tulajdon Nemzeti Hivatala kizárólagos használatában állt. Ezen időszakban – a hivatal napi munkájának megszakítás nélküli folytatása mellett – az épület nagy mértékű felújítást kapott. Az udvar nagy részét étteremmé és konferenciateremmé alakították – e konferenciaterem volt a színhelye nemcsak a hivatali ünnepségéknek, hanem a Jedlik Ányos-díj átadásának és az SZTNH által vagy részvételével szervezett nemzetközi szellemi tulajdonvédelmi szimpóziumoknak és egyéb rendezvényeknek.
Az épület rekonstrukciója során helyreállították a hivatal tevékenységére utaló színes üvegablakokat, az aulában pedig 2014-ben Zsolnay-porcelános faliszekrényeket állítottak fel.

### Jelenlegi székháza
A hivatal 2015 végén Budapest VIII. kerületében, a II. János Pál pápa tér 7. sz. alatt kapott új helyet, a Magyar Energetikai és Közmű-szabályozási Hivatal (MEKH) egykori székházában.

## Jogállása
- A Szellemi Tulajdon Nemzeti Hivatala jogállására, gazdálkodására, feladat- és hatáskörére vonatkozó részletes, jelenleg hatályos szabályokat a találmányok szabadalmi oltalmáról szóló 1995. évi XXXIII. törvény[4] XIV/C. fejezetének 115/D-115/L. §-ai, valamint a kormányzati igazgatásról szóló 2018. évi CXXV. törvény (a továbbiakban: Kit) tartalmazza.
- Elnökét a miniszterelnök nevezi ki, és menti fel. Három helyettesét az elnök javaslatára a miniszter nevezi ki, és menti fel.
- A hivatal a működését saját bevételeiből fedezi, bevételeivel önállóan gazdálkodik.

### Címrendi besorolása
A hivatal Magyarország mindenkori éves központi költségvetésében a felügyeletét ellátó minisztérium költségvetési fejezetében szerepel önálló címként. Ez 2024. évben a központi költségvetés XX. Kulturális és Innovációs Minisztérium adatait tartalmazó költségvetési fejezetén belül a 3. cím.

## Története
- A Szabadalmi Hivatal a találmányi szabadalmakról szóló 1895. évi XXXVII. tc. 23. §-a alapján jött létre 1896-ban (neve 1920-ban változott Szabadalmi Bíróságra). A második világháború után az államigazgatás részeként működő Országos Találmányi Hivatal lett az intézmény neve. 1996 és 2010. december 31-e között neve Magyar Szabadalmi Hivatal. 2011. január 1-jétől neve Szellemi Tulajdon Nemzeti Hivatala[5] · amely névváltozás, illetve név hivatott kifejezni, hogy a szervezet tevékenységi köre a hagyományos szabadalmi és védjegyhatósági és más iparjogvédelmi oltalmak mellett szerzői jogokhoz kapcsolódó hatáskörökre is kiterjed (pl.: a szerzői jog területén működő közös jogkezelő szervezetk felügyelete).

## Vezetői
A hivatal elnökét a miniszterelnök nevezi ki, és menti fel. Három helyettesét az elnök javaslatára a hivatal felügyeleti jogát aktuálisan gyakorló minisztérium vezetője nevezi ki, és menti fel. 

## Elnökei

### Szabadalmi Hivatal (1896-1920)
- Schmidt József dr. (1896–1898)
- Wetzel Gyula dr. (1898–1902)
- Ballai Lajos dr. (1902–1912)
- Galánfi Sándor (1912–1914
- Schuster Rudolf dr. (1914–1915)
- Nitsche Győző dr. (1915–1922)

### Szabadalmi Bíróság (1920-1949)
- Pompéry Elemér (1922–1928)
- Schilling Zoltán (1928–1942)
- Kőrös László (1943–1949)

### Országos Találmányi Hivatal (1950-1996)
- Hevesi Gyula dr. (1949-1951)
- Balázs Anna (1951-1952)
- Dunai Ernő (1952-1954)
- Perédi Károly dr. (1954-1958)
- Tasnádi Emil (1958-1979)
- Pusztai Gyula dr. (1979-1989)
- Iványi István (1990-1992)
- Szarka Ernő dr. (1993-1997)

### Magyar Szabadalmi Hivatal, majd Szellemi Tulajdon Nemzeti Hivatala
- Bendzsel Miklós dr. (1998-tól illetve 2011-től 2016-ig)
- Łuszcz Viktor dr. 2017. március 1-jétől[6] 2019. március 14-ig.
- Pomázi Gyula Zoltán 2019. március 15-étől [7] 2023. április 15-ig.
- Farkas Szabolcs 2023. május 1-jétől

## A hivatal feladat- és hatásköre
- A szabadalmi törvény alapján a Hivatal hatás- és feladatkörébe tartozik:
  - a) az iparjogvédelmi hatósági vizsgálatok és eljárások lefolytatása;
  - b) a szerzői és a szerzői joghoz kapcsolódó jogokkal összefüggő egyes feladatok ellátása;
  - c) az állami dokumentációs és információs tevékenység a szellemi tulajdon területén;
  - d) a szellemi tulajdon védelmét szabályozó jogszabályok előkészítésében való részvétel;
  - e) a szellemi tulajdon védelmére irányuló kormányzati stratégia kidolgozása és érvényesítése, az ehhez szükséges állami intézkedések kezdeményezése, illetve végrehajtása;
  - f) a szellemi tulajdon területén folyó nemzetközi, illetve európai együttműködés szakmai feladatainak ellátása;
  - g) a korai fázisú vállalkozásokat támogató vállalkozások által igénybe vehető adóalap-kedvezményhez kapcsolódó nyilvántartási feladatok ellátása.

## Szervezete
Szervezetét lásd 
- Aktuális állapot

## Felügyelete
- A Szellemi Tulajdon Nemzeti Hivatalát kormányzati főhivatalként a Kit. értelmében a Magyarország Kormánya irányítja.
- A kormányzati főhivatal feletti törvényben meghatározott felügyeletet a kormány eredeti jogalkotói hatáskörében kiadott rendeletek szerint az elmúlt időszakokban egymást váltva más-más minisztériumok látták el. 2022. év közepétől kezdődően a 182/2022. (V. 24.) Korm. rendelet melléklete szerint a kultúráért és innovációért felelős miniszter látja el a felügyeletet.

## Szakkönyvtára
A hivatal országos hatókörű szakkönyvtára 2011 májusában vette fel egykori segédhivatali főigazgatójának, a Szabadalmi Közlöny első felelős szerkesztőjének a nevét (Frecskay János Szakkönyvtár).
A könyvtár címe: 1054 Budapest, Akadémia u. 21. Fő gyűjtőköre a szellemitulajdon-védelmi, vagyis az iparjogvédelmi és szerzői jogi szakirodalom.
A Szakkönyvtár teljes állománya a HunTéka / https://sztnh.opac3.monguz.hu/en/ / integrált könyvtári rendszer webes olvasói felületén, míg digitalizált dokumentumgyűjteménye a Hungaricana Közgyűjteményi Portálon / https://library.hungaricana.hu/hu/collection/SZTNH/ / érhető el.

### Kiadványok
- Iparjogvédelem; szerk. Posteinerné Toldi Márta; SZTNH, Bp., 2012
- Káldos Péter: Szellemivagyon-értékelés a Szellemi Tulajdon Nemzeti Hivatalában; ford. Mészáros Eleonóra; SZTNH, Bp., 2013
- A szerzői jog gyakorlati kérdései. Válogatás a Szerzői Jogi Szakértő Testület szakvéleményeiből (2010–2013) fennállásának 130. évfordulója alkalmából; szerk. Legeza Dénes; SZTNH, Bp., 2014
- Egy hivatás 120 éve. A Magyar Királyi Szabadalmi Hivataltól a Szellemi Tulajdon Nemzeti Hivataláig; szerk. Tószegi Zsuzsanna; Typotex, Bp., 2016
- Simon Dorottya: Iparjogvédelem-intenzív szakágazatok Magyarországon; SZTNH, Bp., 2016 (Szellemitulajdon-védelem számokban)
- Szerzői jog mindenkinek; szerk. Legeza Dénes; SZTNH, Bp., 2017
- Simon Dorottya: Feltaláló nők és szabadalmak. A női feltalálók szerepének vizsgálata a nemzeti szabadalmi bejelentésekben, 2000–2015; SZTNH, Bp., 2017 (Szellemitulajdon-védelem számokban)
- Műtárgyhamisítás magyar szemmel. Ocsút a búzától; szerk. Bendzsel Miklós, Emőd Péter, Kármán Gabriella; SZTNH–Országos Kriminológiai Intézet–Kieselbach Galéria, Bp., 2019